# Nguyễn Cao Kỳ
Nguyễn Cao Kỳ (Hanói, 8 de septiembre de 1930 - 23 de julio de 2011) fue un político y oficial militar en la extinta República de Vietnam. Ky sirvió como comandante de la FAVS (Fuerza Aérea de la RVN) desde 1963-1965, primer ministro en el régimen de Nguyên Van Thieu (1965-1967), y luego vicepresidente 1967-1971, y fue el rival principal de Thieu en las luchas por poder después del golpe militar en 1965 contra el dictador anterior Nguyễn Khánh. En 1971 Ky se retiró del gobierno, y en 1975 se exilió de Vietnam del Sur mientras caía en manos comunistas.

## Carrera temprana
Ky se adiestró como un piloto en la aéronautica francesa y volvió a Vietnam en 1954 mientras el término de la guerra de Indochina como un comandante en la FAVS. En 1963, el dictador militar Duong Van Minh lo designó como el comandante de la FAVS, y Ky se ascendió al grado superior de mariscal aéreo. En los años 1964-65, durante el mandato de Nguyen Khanh como el jefe de Estado de Vietnam del Sur, Ky fue un factor en la derrota de los numerosos golpes fracasados contra Khanh. Khanh pensaba que la clave para mantener control en Vietnam del Sur era la lealtad de la FAVS, y por desgracia de él, Khanh falló en la tarea de reprimir las divisiones del Ejército de la República de Vietnam (ERVN; la fuerza terrestre en Vietnam del Sur), cuyos generales conspiraron sin parar con el fin de tomar el poder. 

## Entrada a la política
En febrero de 1965 un complot de generales en el ARVN tomó el control de Saigón, y Khanh se huyó a la base aérea de Da Lat, donde que Ky lo recibió y ayudó reorganizar sus fuerzas. Pero Khanh no pudo restablecer el control, y finalmente Ky acordó dividir el poder con los generales que planearon el golpe contra Khanh (Khanh renunció y se retiró). Phan Khac Suu (un cargo de Khanh) quedó en su puesto de presidente, cuándo Phan Huy Quat reemplazó a Nguyen Xuan Oanh como primer ministro de la RVN hasta junio de 1965, cuándo Nguyen Van Thieu y Ky tomaron las oficinas. En realidad áun hasta la toma de poder Ky y Thieu eran en hecho los líderes reales de Vietnam del Sur. 

### Primer ministro 1965-67
Mientras su mandato como primer ministro Ky mandó el esfuerzo survietnamita contra los rebeldes comunistas en su país, el Frente Nacional de Liberación de Vietnam (más conocido como los Viet Cong). La causa por la que gobierno sureño en Vietnam necesitó la ayuda de los Estados Unidos, Australia, Corea del Sur, y otros países anticomunistas. Ky quería probar a sus aliados norteamericanos que era posible derrotar al Vietcong y hacerse con el poder también en Vietnam del Norte. Ky mantuvo muy buenas relaciones con muchos oficiales norteamericanos durante la guerra de Vietnam, incluyendo el General William Westmoreland (el comandante de MACV, la comanda de las fuerzas militares norteamericanos y extranjeros en Vietnam), el presidente Lyndon B. Johnson, y el Secretario de Defensa estadounidense Robert S. McNamara, muchos de ellos creían en el conocimiento de Ky de la situación de la guerra.
En realidad, es posible que Ky fuera incapaz de entender los enfrentamientos en tierra, porque él llegó a poder gracias de su grado en las fuerzas aéreas, y le faltaba experiencia para mandar al ejército de tierra. Como político Ky obtuvo éxito en otras tareas, como terminar con el estado de lucha interna en el seno del ERVN y convertir a sus fuerzas en un cuerpo mejor coordinado que durante los mandatos de Nguyen Khanh y Duong Van Minh. Aunque Ky y Thieu (lo que fue en el puesto más débil como presidente hasta 1967) no mantenían buenas relaciones entre ellos, se limitaron a intrigas políticas entre sí, no dando golpes de estado como los ocurridos en 1960 y 1963 contra el primer presidente de Vietnam del Sur Ngo Dinh Diem.

## La crisis budista
Un problema desde el mandato de Diem fue el tema de los disidentes budistas que se oponían a cada gobierno que subió al poder y lograron apoyo en algunos jefes del ARVN. Ky puso fin a ese conflicto en las fuerzas armadas con voluntad de hierro, eliminando a generales pro-disidentes como Nguyen Chanh Thi. En marzo de 1966 un motín de soldados leales a los disidentes tomó el control en las ciudades de Hué y Da Nang y pidieron la renuncia del gobierno de Thieu y Ky. Ky ordenió a 3.000 soldados de marines volar a Da Nang el 5 de abril, aunque dudaron en atacar hasta el 14 de mayo a los amotinados. Los marines consiguieron recuperar la ciudad de Da Nang, y los rebeldes retrocedieron a sus campamentos fuera de la ciudad. Para finales de mayo todos los rebeldes en Da Nang habían sido derrotados, y para el 8 de junio fuerzas de policía leales al gobierno sofocaron a los rebeldes en Hué. El éxito de su lucha contra los budistas fue uno de los logros mayores de su mandato.    

### Vicepresidente 1967-71

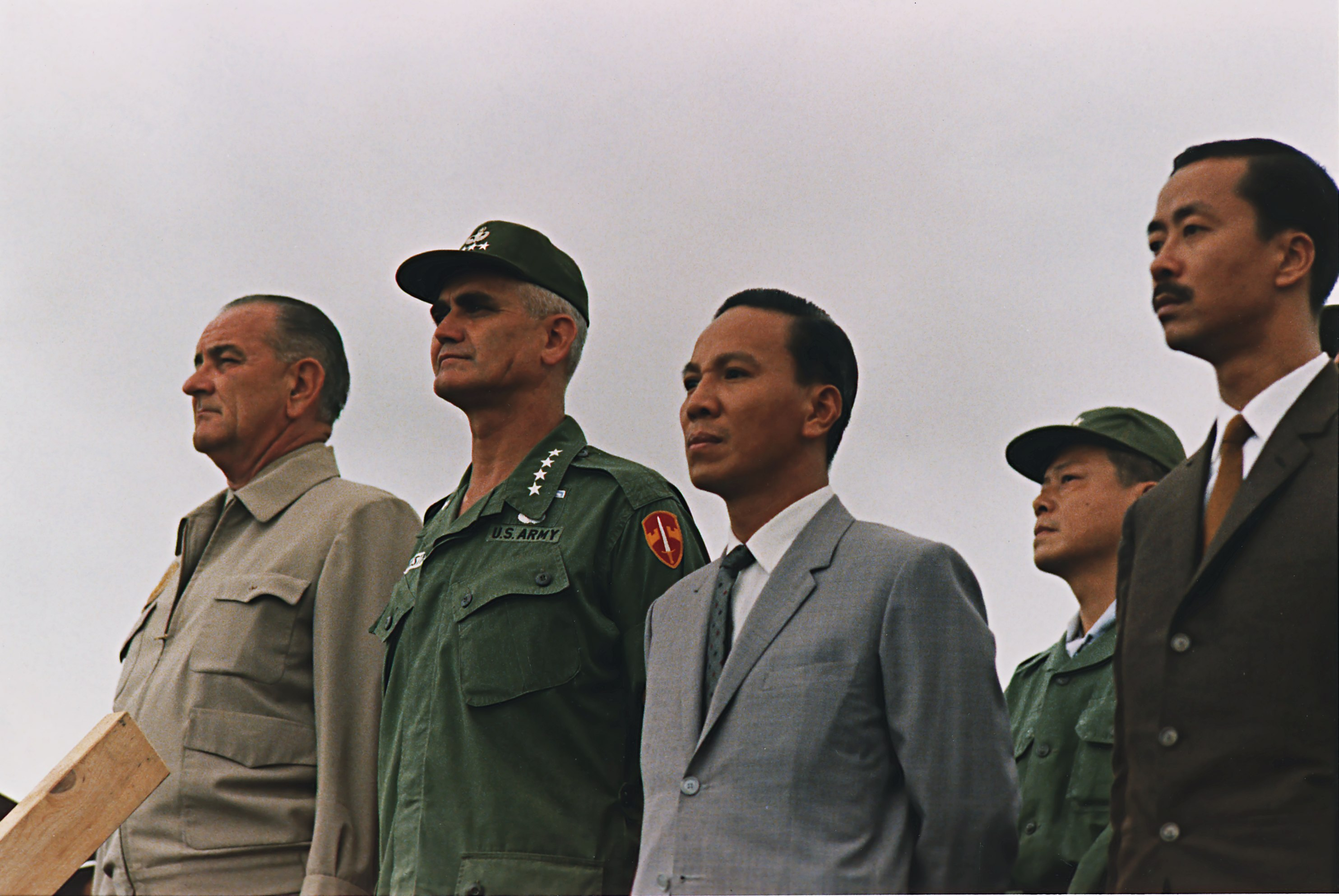
Presidente Johnson del EE. UU., Gen. William Westmoreland, Thieu y Ky en 1966.

En 1967 Ky se dio cuenta de que era inútil resistar las intrigas de Thieu, él que declaró una elección presidencial. Con su apoyo fuerte en los fuerzos terrenos (ellos que tuvieron más poder material que los colegas en la FAVS), Thieu fue capaz de manipular la votación (la que procedía hacer en hecho), y Ky renunció su oposición a Thieu. Luego de la votación falsificada Ky acordaba servir como el vicepresidente de Thieu.
En lugar de atentar reclamar poder, Ky se enfocaba en su puesto para lograr éxitos en la guerra contra los guerrilleros de Viet Cong. La Ofensiva del Tet en enero de 1968 refutaba las clamas desde los Estados Unidos y Vietnam del Sur que el Viet Cong había derrotado y desintegrando hasta aquello tiempo. Pero Thieu y Ky lograban otros sucesos en adiestrar el ERVN para hacer un ejército más profesional y buen equipado.

### Resignación
En 1971 Thieu declaró una elección demás, y luego que otros oponentes realizaron que es imposible saber que la votación habría sido justa, Ky renunció a su candidatura y se retiró de la política de Vietnam del Sur. Luego de su jubilación anticipada, Ky trabajaba como un defensor de la causa de su estado en la clima pesimista de los últimos años de la guerra de Vietnam. Ky, como Thieu, opuso muchas condiciones en el Acuerdo de París en enero de 1973, y no reconoció en el acuerdo como el fin de la guerra.

## Exilio
En 1975 Vietnam del Sur cayó ante el avance de las fuerzas de Vietnam del Norte, y Ky huyó a los Estados Unidos, donde abriría una licorería.
En 2004 Ky fue en el primer político survietnamita en visitar Vietnam desde la guerra, una visita que muchos exiliados vietnamitas condenaron. Regresó allá en 2005 para asistir en una recepción estatal para representativos de vietnamitas en el extranjero, y declaró su deseo de mudarse de vuelta a Vietnam y atraer más inversiones para el país. Murió el 23 de julio de 2011 en Kuala Lumpur, Malasia, de complicaciones respiratorias.

## Carácter personal y acusaciones de corrupción
En la prensa de los años 1960s, Thieu había sido conocido por sus cigarrillos omnipresentes, mono de piloto, y chal púrpura que llevó hasta cuando ya se hizo oficial en el estado mayor y primer ministro, y se rumoreaba que era un mujeriego compulsivo. Ky se casó tres veces, y engendró seis hijos conocidos. Una de sus hijas, Nguyen Cao Ky Duyen, es una locutora y maestra de ceremonias en la comunidad vietnamita en el extranjero.
A pesar de que Ky hizo una lucha contra corrupción estatal en sus años en poder, según el historiador y experto en el comercio de opio en el Sudeste asiático Alfred W. McCoy, Ky es recordado como uno de los usureros más culpados en la mercancía propuesta desde la CIA en heroína de Laos través Vietnam en el periodo de la guerra de Vietnam.
| Predecesor: Phan Huy Quat | Primer ministro de la República de Vietnam 1965–1967 | Sucesor: Nguyen Van Loc |

### Desarrollos relacionados
- Nugan Hand Bank
- Banco Internacional de Crédito y Comercio
- Tráfico de drogas de la CIA
- Conexión francesa
- Conferencia de La Habana
- Guerras del Opio
- Producción de opio en Afganistán
- The Politics of Heroin in Southeast Asia. CIA complicity in the global drug trade
- Barry & 'the Boys' : The CIA, the Mob and America's Secret History

### Artículos similares
- The French Connection, (película).
- Reunión en el Grand Hotel des Palmes

### Listas relacionadas
- Anexo:Bibliografía sobre la CIA